# Валлар, Николя
И́ро Николя́ Валла́р (фр. Hiro Nicolas Vallar; 22 октября 1983, Папеэте, Таити) — таитянский и французский футболист, центральный защитник клуба «Дрэгон» из города Папеэте и сборной Таити. Победитель Кубка наций ОФК 2012 и обладатель «Золотого мяча» турнира, как лучший его игрок.

## Карьера

### Клубная
Первые шаги футбола Валлар начинал в футбольном клубе «Анже», откуда в 2001 году перешёл в резервную команду французского клуба «Монпелье», выступавшую в любительском чемпионате Франции, четвёртом по силе дивизионе Франции. В 2003 году Николя покинул «Монпелье» и перешёл в «Сет», за который выступал в течение трёх лет и в 2005 году вышел с ним во французскую Лигу 2, но уже в следующем сезоне вылетел обратно в Лигу 3. Выход в Лигу 2, несмотря на то, что «Сет» в сезоне 2004/05 занял лишь третье место, был связан с тем, что «Валанс», занявший второе место, снялся с соревнований. Всего за «Сет» Валлар провёл 44 матча и забил один гол.
Сыграв всего 7 матчей за «Сет» в Лиге 2, Николя в 2006 году решил перейти в португальский клуб «Пенафиел». Ни разу не выйдя на поле в составе этого клуба, Валлар уже в следующем году перешёл в «Эксельсиор» из Реюньона, заморского региона Франции. В 2008 году защитник вновь вернулся во Францию, и сезон 2008/09 провёл в составе футбольного клуба любительского чемпионата Франции «Монсо-Бургонь».
В 2010 году Николя вернулся на Родину и подписал контракт с клубом «Дрэгон», с которым в сезоне 2011/12 выиграл чемпионат Таити, что впоследствии послужило вызову игрока в основную национальную сборную страны.

### В сборной
В 2001 году Николя Валлар вызывался в молодёжную сборную Таити, за которую провёл 3 матча и забил гол в игре со сборной Новой Каледонии (6:2).
В связи с победой клуба «Дрэгон», за который выступает Валлар, в чемпионате Таити сезона 2011/12, защитника впервые вызвали в основную сборную страны на матчи предстоящего Кубка наций ОФК 2012. На турнир Николя был заявлен как капитан команды. На кубке наций ОФК Валлар принял участие во всех пяти матчах своей команды и забил два гола с пенальти. В первый раз он отличился 3 июня 2012 года в игре со сборной Новой Каледонии (4:3, заменён на 66-й минуте), а во второй — 5 июня в матче со сборной Вануату (4:1, отыграл весь матч). В финале турнира, который состоялся 10 июня, таитяне одолели сборную Новой Каледонии со счётом 1:0 и стали первой командой, которой кроме Австралии и Новой Зеландии удалось выиграть первенство в зоне ОФК. Автоматически сборная Таити пробилась и на Кубок конфедераций 2013 в Бразилии, а Николя Валлар был награждён «Золотым мячом» и признан лучшим игроком турнира.

#### Матчи и голы за сборную
| №  | Дата             | Соперник           | Счёт | Голы Валлара | Турнир                                 |
| 1  | 1 июня 2012      | Самоа              | 10:1 | -            | Матч группы A кубка наций ОФК 2012     |
| 2  | 3 июня 2012      | Новая Каледония    | 4:3  | 1            | Матч группы A кубка наций ОФК 2012     |
| 3  | 5 июня 2012      | Вануату            | 4:1  | 1            | Матч группы A кубка наций ОФК 2012     |
| 4  | 8 июня 2012      | Соломоновы Острова | 1:0  | -            | Полуфинал кубка наций ОФК 2012         |
| 5  | 10 июня 2012     | Новая Каледония    | 1:0  | -            | Финал кубка наций ОФК 2012             |
| 6  | 7 сентября 2012  | Соломоновы Острова | 0:2  | -            | Отборочный матч ЧМ 2014 (Третий раунд) |
| 7  | 24 сентября 2012 | Мартиника          | 3:2  | -            | Coupe de l'Outre-Mer 2012              |
| 8  | 26 сентября 2012 | Новая Каледония    | 1:0  | -            | Coupe de l'Outre-Mer 2012              |
| 9  | 28 сентября 2012 | Французская Гвиана | 1:2  | 1            | Coupe de l'Outre-Mer 2012              |
| 10 | 12 октября 2012  | Новая Зеландия     | 0:2  | -            | Отборочный матч ЧМ 2014 (Третий раунд) |
| 11 | 16 октября 2012  | Новая Зеландия     | 0:3  | -            | Отборочный матч ЧМ 2014 (Третий раунд) |
| 12 | 22 марта 2013    | Соломоновы Острова | 2:0  | -            | Полуфинал кубка наций ОФК 2012         |

Итого: 12 матчей / 3 гола; 8 побед, 0 ничьих, 4 поражения.
(откорректировано по состоянию на 22 марта 2013)

## Достижения

### Командные
«Драгон»
- Чемпион Таити: 2011/12

 Сборная Таити
- Победитель Кубка наций ОФК: 2012

### Личные
- Лучший игрок кубка наций ОФК: 2012